# Walerij Rozow
Walerij Władimirowicz Rozow, ros.: Валерий Владимирович Розов, (ur. 26 grudnia 1964 w Gorki, zm. 11 listopada 2017 na Ama Dablam w Nepalu) – radziecki i rosyjski alpinista, mistrz sportu, Zasłużony mistrz sportu w spadochroniarstwie: skysurfingu i BASE jumpingu. Dwukrotnie był mistrzem świata w spadochroniarstwie (1999, 2003), zdobywcą Mistrzostwa Europy i Pucharu Świata (2002), mistrz X-Games w skysurfingu (1998), mistrz Rosji w alpinizmie (2002 i 2004), rekordzista świata w spadochroniarstwie (400-way akrobatyka grupowa i 100-way wingsuiting). Organizator i wykonawca wielu unikalnych projektów w BASE jumpingu w różnych miejscach na całym świecie.

## Biografia
W 1982 r. zaczął zajmować się alpinizmem. Dokonał ponad 50 wejść piątej i szóstej kategorii, wpinał się po klasycznych, trudnych trasach na Kaukazie, w Górach Fańskich oraz w okolicach górnego i środkowego biegu Isfary w Górach Turkiestańskich. Uczestnik i laureat  mistrzostw ZSRR w klasyfikacji technicznej, w konkurencji maksymalnej ilości wejść w ciągu 2 tygodni.
W 1988 r. został absolwentem Wydziału Mikronarzędzi i Technicznej Cybernetyki Moskiewskiego Instytutu Techniki Elektronicznej.
W latach 1994–1996 był uczestnikiem projektu Korona Ziemi, w ramach którego dokonał wejść na Elbrus (5642 m), Mont Blanc (Europa, 4810 m), Aconcagua (Ameryka Południowa, 6960 m), Kilimandżaro (Afryka, 5895 m), Jaya (Oceania, Papua-Nowa Gwinea, 5040 m).
Zdobywca mistrzostwa Rosji w alpinizmie w latach 2002 i 2004. W 2000 r. utworzył firmę Русский Экстремальный Проект.
Od 2002 do 2003 r. był autorem i prowadzącym programu telewizyjnego na temat sportów ekstremalnych, podróżach i przygodach pod tytułem „Мои сумасшедшие друзья” (Moi zwariowani przyjaciele) na kanale TBC.
W 2009 r. Walerij Rozow zyskał światową sławę w nowej roli: ubrany w specjalny kombinezon po raz pierwszy w historii wykonał skok ze spadochronem do aktywnego krateru czynnego wulkanu Mutnowskij, położonego na Kamczatce. 
W 2009 r. w czasie ekspedycji na Antarktydę wykonał skok z Ulvetanny, w 2012 r. w indyjskich Himalajach skoczył z Shivlinga (6540 m), a w 2013 r. ustanowił nowy rekord świata w wysokości skoku w base jumpingu – 7220 m z Changtse w masywie Mount Everestu.
W 2015 r. skoczył jako pierwszy w historii z najwyższego szczytu Afryki, wulkanu Kibo (5895 m) w masywie Kilimandżaro.
25 października 2016 ustanowił rekord świata wykonując skok z Czo Oju, szóstego pod względem wysokości szczytu Ziemi. Skok rozpoczął na wysokości 7700 m n.p.m. W swobodnym locie spędził 90 sekund, a skok zakończył na lodowcu, na wysokości 6000 m n.p.m. Przed wykonaniem skoku Rozow samodzielnie wszedł na górę – wejście trwało 3 tygodnie.

## Śmierć
Walerij Rozow zginął 11 listopada 2017 r. w Nepalu podczas lotu w wingsuicie z góry Ama Dablam w Himalajach. Poszukiwania jego ciała trwały całą dobę. 
W internetowym dzienniku ekspedycji „Ama Dablam 2017. Kronika ekspedycji klubu górskiego” poinformowano, że:
Rozow wykonał skok z wysokości sześciu tysięcy metrów, po czym znowu wszedł na górę, by wykonać jeszcze jeden skok, który okazał się dla niego ostatnim. Taką relację przekazał kierownik ekspedycji Siergiej Kowaliow.
Na tej samej stronie ukazała się informacja, że ciało zostało znalezione w szczelinie, wydobyte przez ratowników i dostarczone do Katmandu. Stamtąd ma być przewiezione do Moskwy.

## Rodzina[9]
- żona Natalia
- trzech synów:
  - Andriej (ur. w 1989 r.)
  - Aleksandr (ur. w 1996 r.) i
  - Aleksiej (ur. w 2009 r.)